# Сайкаку: життя жінки
«Сайкаку: життя жінки» (яп. 西鶴一代女, Сайкаку ітідай онна, також «Життя Охару, куртизанки», в радянському прокаті — «Життя без щастя») — японський чорно-білий драматичний дзідайгекі фільм 1952 року, поставлений режисером Кендзі Мідзогуті за романом Іхари Сайкаку «Життя закоханої жінки» (яп. 好色一代女, Koshoku ichidai onna). Основною темою фільму є життя Охару (яп. お春), народженої в знатній сім'ї, але яка через низку подій перетворюється на вуличну повію. Фільм перебуває в суспільному надбанні.

## Сюжет
Японія, XVII століття. Охару, стара повія, яка й досі працює, вдається до спогадів у храмі, серед статуй Будді, одна з яких схожа на першого коханця Охару. Вона народилася в сім'ї дрібного дворянина й повинна була вийти заміж за молодого сусіда-поміщика. Але вона поступилася залицянням Кацуноске — людини, яка служила цьому поміщикові. За походженням Кацуноске був нижчий Охару; її він добився хитрістю, але Охару давно захоплювалася нимм. Воїни поміщика застають їх разом, і з Охару поводяться як з повією. Її виганяють разом з сім'єю, а коханця страчують.

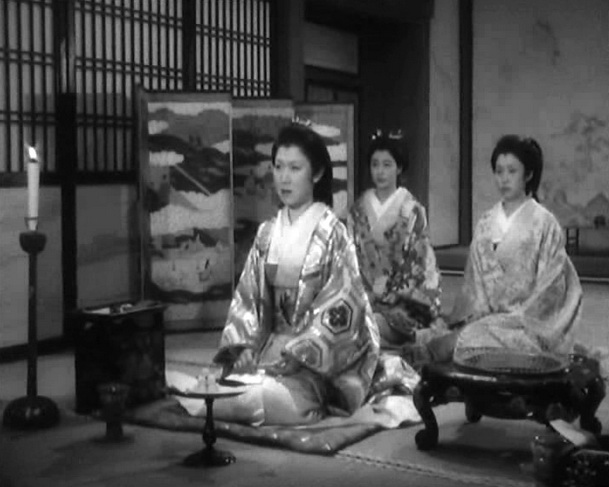
Кадр з фільму

Посланець глави клану Мацудайра шукає жінку для свого повелителя, який досі позбавлений спадкоємця. Повелитель дав посланцеві опис зовнішності жінки його мрії — такий точний, що знайти її здається завданням украй маловірогідним. Але відбувається диво, і посланець помічає серед танцюючих дівчат Охару: вона відповідає всім вимогам його хазяїна. Так Охару продають главі клану. Але варто їй народити спадкоємця, як її проганяють, давши лише трохи грошей в дорогу. Батько Охару застряг у боргах: адже він думав, що розбагатіє, оскільки його донька влаштувалася при дворі. Тепер він сам жене Охару в квартал повій. Там один клієнт, на перший погляд — дуже багатий, робить Охару пропозицію. Насправді він — фальшивомонетник, і незабаром його заарештовують. Охару повертається до батьків та поступає на службу до дружини сукнаря, і та відкриває їй свою таємницю: вона облисіла, але так і не знайшла в собі сміливості зізнатися чоловікові. Охару займається лише її перуками.
Дізнавшись про те, що Охару в минулому була куртизанкою, сукнар хоче скористатися ситуацією. Його дружина обурена тим, що в Охару нібито види на її чоловіка. Стараннями Охару кіт зриває перуку з голови дружини; після цього Охару йде з будинку. Вона виходить заміж за торговця віялами і нарешті готується до мирного і щасливого життя, але її чоловіка вбивають злодії. Не маючи ні кіпійки, Охару знаходить притулок у буддистському храмі. Сукнар приходить забрати тканини, куплені нею в кредит, і змушує Охару віддатися. Монашка з храму застає їх, і Охару виганяють. Деякий час вона живе зі слугою сукнаря, що пограбував свого хазяїна, але того незабаром хапають. Охару просить милостиню, а потім вуличні повії примушують її працювати на них. Одного разу якийсь чоловік платить їй, щоб вона показала себе групі паломників. «Дивіться, — говорить він, — що буває з тими, хто живе заради насолод».
Думки Охару повертаються до сьогодення. Вона знаходить овдовілу матір, яка вважала доньку померлою. Мати доглядає за важко хворою Охару. Глава клану Мацудайра помирає, і син займає його місце. Охару здається, що настав кінець її пригодам: відтепер вона зможе жити поряд із сином. Навпаки, її чекає нове вигнання: вона продовжує розплачуватися за помилки. Проте їй дозволяють подивитися на сина, коли кортеж проїжджає повз. Побачивши його, вона обманює стражників і втікає. Відтоді ніхто нічого не чув про неї: вона стала бродячою жрицею.

## У ролях

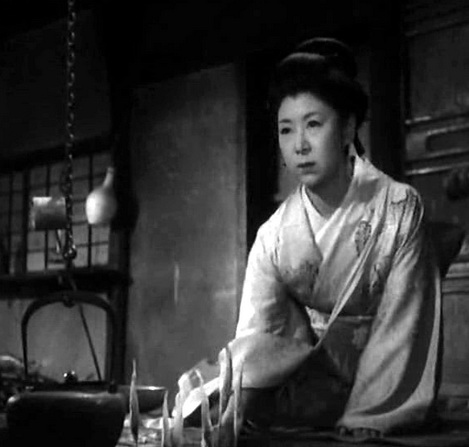
Кінуйо Танака в ролі Охару

| • Кінуйо Танака   | … | Охару              |
| • Тосіро Міфуне   | … | Кацуноске          |
| • Macao Сімідзу   | … | Кікуодзі           |
| • Ітіро Сугай     | … | Сіндзаемон         |
| • Цукуе Мацуура   | … | Томо               |
| • Кійоко Цудзі    | … | власник таверни    |
| • Тосіакі Коное   | … | Харутака Мацудайра |
| • Садако Савамура | … | Оваса              |
| • Такасі Сімура   | … | літній чоловік     |

## Знімальна група
- Автор сценарію — Йосіката Йода, за романом Іхари Сайкаку «Життя закоханої жінки» (яп. 好色一代女, Koshoku ichidai onna)
- Режисер-постановник — Кендзі Мідзогуті
- Продюсери — Хідео Кої, Кендзі Мідзогуті
- Виконавчий продюсер — Ісаму Йосідзі
- Оператори — Йосімі Хірано, Йосімі Коно
- Композитор — Ітіро Сайто
- Художник-постановник — Хіроші Мідзутані
- Монтаж — Тосіо Гото

## Про фільм
Кендзі Мідзогуті хотів зняти фільм за оповіданнями Сайкаку приблизно з 1945 року. Кінокомпанія Shochiku відмовила йому, і він перейшов в Сінтохо.
У літературному першоджерелі падіння Охару відбувається через її невгамовний потяг до сексу; Мідзогуті гуманізував тему: доля спочатку доброчесної Охару є результатом несправедливості та байдужості суспільства. Сам режисер говорив, що любить Іхару Сайкаку за «критику цивілізації». Більшість персонажів підкреслюють вади класового суспільства: благородного походження Охара продана батьком в будинок розпусти; низьконароджений фальшивомонетник отримує кращий сервіс за гроші. Однією з ідей кінострічки є демонстрація буддійського принципу невідворотної розплати за гріхи, першою з яких була закоханість Охару в простолюдина. Після цієї події її життя починає все швидше котитися під укіс. «Життя Охару» демонструє інфантилізацію жінок суспільством, від якої немає порятунку ні серед еліт, ні в низах: навіть народивши довгоочікуваного спадкоємця впливовому Мацудайрі, Охару повинна говорити, що це було «їй дозволено».
Загальний настрій фільму — меланхолійний роздум про минувшину. Як і в інших фільмах Мідзогуті, тут багато довгих планів і дуже мало крупних, а в акторській грі простежуються запозичення з традиції кабукі. Камера зазвичай відсторонена від дії, проте це не створює відчуття відчуженості. Зйомки фільму проходили в Кіото, а вартість фільму була приблизно в шість разів більшою середньої японської стрічки тих років.
Про К. Мідзогуті відгукувалися як про безжального до себе й команди режисера, який міг прочекати роки лише для того, щоб зняти найкращих акторів навіть у невеликих ролях. «Сайкаку» вважається першим фільмом в завершальному, «золотому» періоді творчості Кендзі Мідзогуті, коли він нарешті перестав бути пов'язаним обмеженнями продюсерів і зміг повернутися від кон'юнктурних патріотичних стрічок до своєї улюбленої теми жіночих страждань і класової нерівності. Фільм став другою (після «Рашьомона» Акіри Куросави) японською кінострічкою, що отримала міжнародну нагороду, — приз за найкращу режисуру на Венеційському міжнародному кінофестивалі 1952 року. У самій Японії кінострічка була прийнята дещо стриманіше. Мідзогути ж вважав, що це його найкращий фільм.

## Визнання
| Нагороди та номінації фільму «Сайкаку: життя жінки» | Нагороди та номінації фільму «Сайкаку: життя жінки» | Нагороди та номінації фільму «Сайкаку: життя жінки» | Нагороди та номінації фільму «Сайкаку: життя жінки» | Нагороди та номінації фільму «Сайкаку: життя жінки» | Нагороди та номінації фільму «Сайкаку: життя жінки» |
| Рік                                                 | Кінофестиваль/Кінопремія                            | Категорія/нагорода                                  | Номінант                                            | Результат                                           |                                                     |
| --------------------------------------------------- | --------------------------------------------------- | --------------------------------------------------- | --------------------------------------------------- | --------------------------------------------------- | --------------------------------------------------- |
| 1952                                                | Венеційський міжнародний кінофестиваль              | Золотий лев                                         | Сайкаку: життя жінки                                | Номінація                                           |                                                     |
| 1952                                                | Венеційський міжнародний кінофестиваль              | Міжнародний приз за найкращу режисуру               | Кендзі Мідзогуті                                    | Перемога                                            |                                                     |
| 1953                                                | Премія «Майніті»                                    | Найкраща музика до фільму                           | Ітіро Сайто                                         | Перемога                                            |                                                     |